# Artur, princ od Walesa
Artur, princ od Walesa (1486. – 1502.), bio je i grof od Chestera i vojvoda od Cornwalla. Kao najstariji sin prijestolonasljednik engleskog kralja Henrika VII., u njega su se ulagale velika nade novopostavljene i etablirane dinastije Tudor. Njegova majka, Elizabeta od Yorka, bila je najstarije dijete kralja Eduarda IV., tako da Arturovo rođenje simbolizira ujedinjenje dinastije York i Lancastera u novoj dinastiji, Tudor. Dali su mu ime po legendarnom kralju Arturu, kao početak njihovoga Camelota.

## Brak s Katarinom Aragonskom
Planovi za Arturov brak počeli su prije njegovog trećeg rođendana. U dobi od jedanaest godina, bio je formalno zaručen s Katarinom Aragonskom, kćeri najmoćnijih katoličkih vladara Španjolske, kako bi se dvije nacije ujedinile protiv opasne Francuske. Svrha sklapanja tog braka je isto bio u tome da se učvrsti zakonitost kraljevske dinastije Tudor u koji su mnogi još sumnjali, iščekujući novi građanski rat čim istupi neki izgubljen član dinastije Anjou-Plantagenet koja je Engleskom vladala 331 godinu. Zbog toga su katolički kraljevi oklijevali s bračnim ugovorima, bojeći se da će Katarina kao nevjesta na dvoru Tudora biti nesigurna. Artur je, međutim, Katarini slao brojna kićena ljubavna pisma koja upućuju na pomoć učitelja pri sastavljanju. 
Artur je bio visokoobrazovan i, za razliku od suvremenog mišljenja, uživao u dobrom zdravlju veći dio svog života. Brzo nakon sklopljenog braka s Katarinom 1501. godine, bračni par je boravio u dvorcu Ludlow, gdje je Artur umro šest mjeseci kasnije. Tijekom zajedničkog života, Artur je svojim roditeljima tvrdio kako je "istinski zaljubljen suprug".
Katarina je kasnije tvrdila da njihov brak nikada nije bio konzumiran, iako je zabilježeno da je Artur nakon prve bračne noći izjavio da je bio u Španjolskoj. Međutim, to se može odbaciti kao pubertetsko hvalisanje dječaka od petnaest godina.

## Spomen poslije smrti
Godinu dana nakon Arturove smrti, Henrik VII. obnovio je napore na sklapanju bračnog saveza sa Španjolskom, dogovorivši se da se Katarina uda za Arturovog mlađeg brata Henrika. Arturova prerana smrt otvorila je put Henriku da se popne na prijestolje 1509. godine kao kralj Henrik VIII. Jesu li Artur i Katarina konzumirali svoj šestomjesečni brak, Henrik VIII. i njegov dvor iskoristili su, mnogo kasnije (i u sasvim drugom političkom kontekstu). Ova je strategija korištena kako bi se dovela u sumnju valjanost Katarinine unije s Henrikom VIII., što je na kraju dovelo do razdvajanja između Engleske crkve i Rimokatoličke crkve.